# Grigori (peintre d'icônes)
Pour les articles homonymes, voir Grigori.
Grigori, peintre d'icônes (en langue russe : Григорий Иконописец) (XIe siècle — XIIIe siècle) est un moine de la laure des Grottes de Kiev. 
Saint de l'Église russe, vénéré comme une figure portant le titre de saint orthodoxe. Sa mémoire est honorée (suivant le calendrier julien) le 8 août et le 28 septembre, dans la liturgie des Saints-Pères de la laure des Grottes de Kiev. 
Les dates de sa naissance et de sa mort ne sont pas connues mais différentes sources citent comme date de sa mort l'année 1074 ou l'année 1105 mais sans détenir de preuve sérieuses.

## Biographie
Grigori est un peintre d'icône, et certains auteurs considèrent qu'il était un collaborateur d'Alipi Petcherski, mais sans présenter de preuves. Au monastère de la laure des Grottes de Kiev, dans les livres du XVe siècle, comprenant les listes des noms des morts à citer pendant les offices liturgiques, sont cités cinq Grigori différents. Comme peintre d'icône, Grigori est cité pour la première fois dans le Paterikon des grottes de Kiev (1661). Ce Paterikon contient un plan du monastère des Grottes qui indique l'emplacement des reliques de saint Grigori. La « Description des saints russes », connus par la liste qu'il donne datant de la fin du XVIIe siècle, inclut le nom de Grigori dans les noms des saints de Kiev. Le « Récits sur les saints peintres d'icônes », écrit au début du XVIIIe siècle cite également son nom en rapportant que " Le Saint-Père Grigori, peintre d'icône de Kiev, a réalisé de nombreuses icônes miraculeuses qui se sont répandues ensuite dans toute la Russie ..." .
Sa vénération comme saint a commencé après le Saint-Synode de la seconde moitié du XVIIIe siècle et son nom est inclus dans le ménologe général donnant la liste des fêtes de saints de Kiev.
Le Guide de l'iconographie, ouvrage datant de la fin du XVIIIe siècle, donne une description de l'aspect extérieur, physique de Grigori.